# 마르셀 앙센
마르셀 앙센(프랑스어: Marcel Hansenne, 1917년 1월 24일~2002년 3월 22일)은 프랑스의 육상 선수로 주 종목은 중거리 달리기이다. 1948년 하계 올림픽에서 800m 이상에서 1분 49.8분의 기록으로 맬 휫필드의 뒤를 이어 동메달을 획득했다. 또한 앙센은 1948년 예테보리에서 룬 구스타프손의 1000m 세계 기록인 2분 21.4초와 동률을 이뤘다.